# Rábanos
Rábanos è un comune spagnolo di 83 abitanti situato nella comunità autonoma di Castiglia e León.

## Località
Oltre al capoluogo il comune comprende le seguenti località:
- Alarcia
- Villamudria